# الحرب الفارسية التركية الأولى
الحرب الفارسية التركية الأولى كانت حربًا بين الفرس والأتراك خلال الفترة من 588 حتى 589م بين الإمبراطورية الساسانية الفارسية وإمارات الهياطلة وكبيرتها جماعة الكوكتورك. بدأ الصراع بغزو الأتراك للإمبراطورية الساسانية لكنه انتهى بانتصار ساساني حاسم واستعادة الأراضي المفقودة.

## خلفية
في العام 557م، قرر كسرى الأول شاه الإمبراطورية الساسانية، (حكم من العام 531م حتى 579م)، الذي زاد بشكل كبير من سلطة إمبراطوريته، وضع حد لهيمنة إمبراطورية الهياطلة على آسيا الوسطى حيث تحالف مع خانية غوك تورك لهزيمة الهياطلة. كانت الحملة ناجحة وحصل الأتراك فيها على المنطقة الواقعة شمال نهر جيحون بينما خضع الجنوب لحكم الساسانيين. أُبرم اتفاق بين كسرى الأول والخاقان الأتراكي إستامي جعل نهر جيحون حدودًا بين الإمبراطوريتين. ومع ذلك، وفي العام 588م، غزا خاقان الخاقانات التركية الغربية باغا قاجان (المعروف باسم سابه / سابا في المصادر الفارسية) ورعاياه من الهياطلة، الأراضي الساسانية جنوب جيحون، حيث هاجموا وهزموا الجنود الساسانيين المتمركزين في بلخ ثم شرع في غزو المدينة وتالقان وبادغيس وهراة.

## الحرب
في مجلس الحرب، أُختير بهرام لقيادة الجيش ضدهم ومنح حكم خراسان. من المفترض أن يتكون جيش بهرام من 12,000 من الفرسان المختارين يدويًا. نصب جيش بهرام كمينًا لجيش كبير من الأتراك الهياطلة في أبريل من العام 588، في معركة الصخرة الهيركانية، ومرة أخرى في العام 589، أعاد احتلال بلخ حيث استولى بهرام على الخزانة الأتراكية والعرش الذهبي للخاقان. ثم انتقل لعبور نهر جيحون حيث حقق انتصارًا حاسمًا على الأتراك بقتله شخصيًا باغا قاجان بالسهم. كما تمكن بهرام من الوصول إلى بيكند، بالقرب من بخارى، وكذلك صد هجوم ابن القاجان المقتول، بيرمودا، الذي أسره بهرام وارسله إلى العاصمة الساسانية قطيسفون. وهناك، عومل بيرمودا جيدًا، ثم أُرسل بعد أربعين يوما إلى بهرام مع أمر إرسال الأمير الأتراكي مرة أخرى إلى بلاد ما وراء النهر. سيطر الساسانيون الآن على المدن الصغدية في طشقند وسمرقند، حيث نُقشت عملات مختارة.
تصف شاهنامه الفردوسي (سنة 1010م) بتفاصيل أسطورية تعاملات بهرام جوبين و«الملك ساوا» الأتراكي قبل وأثناء المعركة التي قَتل فيها بهرام مع رجاله، البالغ عددهم 12,000 رجل، ساوا.